# Piero Gilli
Pour les articles homonymes, voir Gilli.
Piero Gilli (né le 8 juillet 1897 à Turin et mort le 19 septembre 1967 à Turin) est un joueur de football italien, qui évoluait au poste d'ailier.

## Biographie
Durant sa carrière, Gilli le turinois n'a évolué que pour un seul club, un de sa ville, celui du Foot-Ball Club Juventus, avec qui il a évolué pendant trois saisons entre 1921 à 1924.
Il joue son premier match en bianconero contre l'Hellas Vérone le 2 novembre 1921 pour une défaite 3-1, et son dernier match le 20 avril 1924 contre l'Inter Milan lors d'un match nul 2-2.